# 2022 în tenis
Această pagină acoperă toate evenimentele importante din tenis de-a lungul anului 2022. Oferă rezultatele turneelor notabile din 2022, atât în tururile ATP, cât și în WTA, Cupa Davis și Billie Jean King Cup.

## ITF

### Turnee de Grand Slam
| Categorie       | Turneu          | Campion        | Finalist        | Scor                         |
| --------------- | --------------- | -------------- | --------------- | ---------------------------- |
| Simplu masculin | Australian Open | Rafael Nadal   | Daniil Medvedev | 2–6, 6–7(5–7), 6–4, 6–4, 7–5 |
| Simplu masculin | French Open     | Rafael Nadal   | Casper Ruud     | 6–3, 6–3, 6–0                |
| Simplu masculin | Wimbledon       | Novak Djokovic | Nick Kyrgios    | 4–6, 6–3, 6–4, 7–6(7–3)      |
| Simplu masculin | US Open         | Carlos Alcaraz | Casper Ruud     | 6–4, 2–6, 7–6(7–1), 6–3      |

| Categorie      | Turneu          | Campion        | Finalist         | Scor          |
| -------------- | --------------- | -------------- | ---------------- | ------------- |
| Simplu feminin | Australian Open | Ashleigh Barty | Danielle Collins | 6–3, 7–6(7–2) |
| Simplu feminin | French Open     | Iga Świątek    | Coco Gauff       | 6–1, 6–3      |
| Simplu feminin | Wimbledon       | Elena Rîbakina | Ons Jabeur       | 3–6, 6–2, 6–2 |
| Simplu feminin | US Open         | Iga Świątek    | Ons Jabeur       | 6–2, 7–6(7–5) |

| Categorie      | Turneu          | Campion                           | Finalist                    | Scor                                    |
| -------------- | --------------- | --------------------------------- | --------------------------- | --------------------------------------- |
| Dublu masculin | Australian Open | Thanasi Kokkinakis Nick Kyrgios   | Matthew Ebden Max Purcell   | 7–5, 6–4                                |
| Dublu masculin | French Open     | Marcelo Arévalo Jean-Julien Rojer | Ivan Dodig Austin Krajicek  | 6–7(4–7), 7–6(7–5), 6–3                 |
| Dublu masculin | Wimbledon       | Matthew Ebden Max Purcell         | Nikola Mektić Mate Pavić    | 7–6(7–5), 6–7(3–7), 4–6, 6–4, 7–6(10–2) |
| Dublu masculin | US Open         | Rajeev Ram Joe Salisbury          | Wesley Koolhof Neal Skupski | 7–6(7–4), 7–5                           |

| Categorie     | Turneu          | Campion                               | Finalist                          | Scor               |
| ------------- | --------------- | ------------------------------------- | --------------------------------- | ------------------ |
| Dublu feminin | Australian Open | Barbora Krejčíková Kateřina Siniaková | Anna Danilina Beatriz Haddad Maia | 6–7(3–7), 6–4, 6–4 |
| Dublu feminin | French Open     | Caroline Garcia Kristina Mladenovic   | Coco Gauff Jessica Pegula         | 2–6, 6–3, 6–2      |
| Dublu feminin | Wimbledon       | Barbora Krejčíková Kateřina Siniaková | Elise Mertens Zhang Shuai         | 6–2, 6–4           |
| Dublu feminin | US Open         | Barbora Krejčíková Kateřina Siniaková | Caty McNally Taylor Townsend      | 3–6, 7–5, 6–1      |

| Categorie  | Turneu          | Campion                        | Finalist                                | Scor             |
| ---------- | --------------- | ------------------------------ | --------------------------------------- | ---------------- |
| Dublu mixt | Australian Open | Kristina Mladenovic Ivan Dodig | Jaimee Fourlis Jason Kubler             | 6–3, 6–4         |
| Dublu mixt | French Open     | Ena Shibahara Wesley Koolhof   | Ulrikke Eikeri Joran Vliegen            | 7–6(7–5), 6–2    |
| Dublu mixt | Wimbledon       | Neal Skupski Desirae Krawczyk  | Matthew Ebden Samantha Stosur           | 6–4, 6–3         |
| Dublu mixt | US Open         | Storm Sanders John Peers       | Kirsten Flipkens Édouard Roger-Vasselin | 4–6, 6–4, [10–7] |

## ATP/WTA

### ATP Masters 1000/WTA 1000
| Categorie       | Turneu               | Campion             | Finalist                    | Scor          |
| --------------- | -------------------- | ------------------- | --------------------------- | ------------- |
| Simplu masculin | Indian Wells Masters | Taylor Fritz        | Rafael Nadal                | 6–3, 7–6(7–5) |
| Simplu masculin | Miami Open           | Carlos Alcaraz      | Casper Ruud                 | 7–5, 6–4      |
| Simplu masculin | Monte-Carlo Masters  | Stefanos Tsitsipas  | Alejandro Davidovici Fokina | 6–3, 7–6(7–3) |
| Simplu masculin | Madrid Open          | Carlos Alcaraz      | Alexander Zverev            | 6–3, 6–1      |
| Simplu masculin | Roma Open            | Novak Djokovic      | Stefanos Tsitsipas          | 6–0, 7–6(7–5) |
| Simplu masculin | Canada Masters       | Pablo Carreño Busta | Hubert Hurkacz              | 3–6, 6–3, 6–3 |
| Simplu masculin | Cincinnati Masters   | Borna Ćorić         | Stefanos Tsitsipas          | 7–6(7–0), 6–2 |
| Simplu masculin | Paris Masters        | Holger Rune         | Novak Djokovic              | 3–6, 6–3, 7–5 |

| Categorie      | Turneu               | Campion         | Finalist            | Scor          |
| -------------- | -------------------- | --------------- | ------------------- | ------------- |
| Simplu feminin | Qatar Total Open     | Iga Świątek     | Anett Kontaveit     | 6–2, 6–0      |
| Simplu feminin | Indian Wells Masters | Iga Świątek     | Maria Sakkari       | 6–4, 6–1      |
| Simplu feminin | Miami Open           | Iga Świątek     | Naomi Osaka         | 6–4, 6–0      |
| Simplu feminin | Madrid Open          | Ons Jabeur      | Jessica Pegula      | 7–5, 0–6, 6–2 |
| Simplu feminin | Roma Open            | Iga Świątek     | Ons Jabeur          | 6–2, 6–2      |
| Simplu feminin | Canada Masters       | Simona Halep    | Beatriz Haddad Maia | 6–3, 2–6, 6–3 |
| Simplu feminin | Cincinnati Masters   | Caroline Garcia | Petra Kvitová       | 6–2, 6–4      |
| Simplu feminin | Guadalajara Open     | Jessica Pegula  | Maria Sakkari       | 6–2, 6–3      |

| Categorie      | Turneu               | Campion                     | Finalist                                 | Scor                   |
| -------------- | -------------------- | --------------------------- | ---------------------------------------- | ---------------------- |
| Dublu masculin | Indian Wells Masters | John Isner Jack Sock        | Santiago González Édouard Roger-Vasselin | 7–6(7–4), 6–3          |
| Dublu masculin | Miami Open           | Hubert Hurkacz John Isner   | Wesley Koolhof Neal Skupski              | 7–6(7–5), 6–4          |
| Dublu masculin | Monte-Carlo Masters  | Rajeev Ram Joe Salisbury    | Juan Sebastián Cabal Robert Farah        | 6–4, 3–6, [10–7]       |
| Dublu masculin | Madrid Open          | Wesley Koolhof Neal Skupski | Juan Sebastián Cabal Robert Farah        | 6–7(4–7), 6–4, [10–5]  |
| Dublu masculin | Roma Open            | Nikola Mektić Mate Pavić    | John Isner Diego Schwartzman             | 6–2, 6–7(6–8), [12–10] |
| Dublu masculin | Canada Masters       | Wesley Koolhof Neal Skupski | Dan Evans John Peers                     | 6–2, 4–6, [10–6]       |
| Dublu masculin | Cincinnati Masters   | Rajeev Ram Joe Salisbury    | Tim Pütz Michael Venus                   | 7–6(7–4), 7–6(7–5)     |
| Dublu masculin | Paris Masters        | Wesley Koolhof Neal Skupski | Ivan Dodig Austin Krajicek               | 7–6(7–5), 6–4          |

| Categorie     | Turneu               | Campion                                      | Finalist                             | Scor                   |
| ------------- | -------------------- | -------------------------------------------- | ------------------------------------ | ---------------------- |
| Dublu feminin | Qatar Total Open     | Coco Gauff Jessica Pegula                    | Veronika Kudermetova Elise Mertens   | 3–6, 7–5, [10–5]       |
| Dublu feminin | Indian Wells Masters | Xu Yifan Yang Zhaoxuan                       | Asia Muhammad Ena Shibahara          | 7–5, 7–6(7–4)          |
| Dublu feminin | Miami Open           | Laura Siegemund · Vera Zvonareva             | Veronika Kudermetova · Elise Mertens | 7–6(7–3), 7–5          |
| Dublu feminin | Madrid Open          | Gabriela Dabrowski Giuliana Olmos            | Desirae Krawczyk Demi Schuurs        | 7–6(7–1), 5–7, [10–7]  |
| Dublu feminin | Roma Open            | Veronika Kudermetova Anastasia Pavliucenkova | Giuliana Olmos Gabriela Dabrowski    | 1–6, 6–4, [10–7]       |
| Dublu feminin | Canada Masters       | Coco Gauff Jessica Pegula                    | Nicole Melichar-Martinez Ellen Perez | 6–4, 6–7(5–7), [10–5]  |
| Dublu feminin | Cincinnati Masters   | Liudmila Kicenok Jeļena Ostapenko            | Nicole Melichar-Martinez Ellen Perez | 7–6(7–5), 6–3          |
| Dublu feminin | Guadalajara Open     | Storm Sanders Luisa Stefani                  | Anna Danilina Beatriz Haddad Maia    | 7-6(4), 6-7(2), [10-8] |

### ATP 500/WTA 500
| Categorie       | Turneu         | Campion               | Finalist            | Scor               |
| --------------- | -------------- | --------------------- | ------------------- | ------------------ |
| Simplu masculin | Rotterdam Open | Félix Auger-Aliassime | Stefanos Tsitsipas  | 6–4, 6–2           |
| Simplu masculin | Rio Open       | Carlos Alcaraz        | Diego Schwartzman   | 6–4, 6–2           |
| Simplu masculin | Dubai          | Andrei Rubliov        | Jiří Veselý         | 6–3, 6–4           |
| Simplu masculin | Acapulco       | Rafael Nadal          | Cameron Norrie      | 6–4, 6–4           |
| Simplu masculin | Barcelona      | Carlos Alcaraz        | Pablo Carreño Busta | 6–3, 6–2           |
| Simplu masculin | Halle          | Hubert Hurkacz        | Daniil Medvedev     | 6–1, 6–4           |
| Simplu masculin | Londra         | Matteo Berrettini     | Filip Krajinović    | 7–5, 6–4           |
| Simplu masculin | Hamburg        | Lorenzo Musetti       | Carlos Alcaraz      | 6–4, 6–7(6–8), 6–4 |
| Simplu masculin | Washington     | Nick Kyrgios          | Yoshihito Nishioka  | 6–4, 6–3           |
| Simplu masculin | Nur-Sultan     | Novak Djokovic        | Stefanos Tsitsipas  | 6–3, 6–4           |
| Simplu masculin | Tokyo          | Taylor Fritz          | Frances Tiafoe      | 7–6(7–3), 7–6(7–2) |
| Simplu masculin | Basel          | Félix Auger-Aliassime | Holger Rune         | 6–3, 7-5           |
| Simplu masculin | Viena          | Daniil Medvedev       | Denis Șapovalov     | 4–6, 6–3, 6–2      |

| Categorie      | Turneu         | Campion            | Finalist             | Scor               |
| -------------- | -------------- | ------------------ | -------------------- | ------------------ |
| Simplu feminin | Adelaide       | Ashleigh Barty     | Elena Rîbakina       | 6–3, 6–2           |
| Simplu feminin | Sydney         | Paula Badosa       | Barbora Krejčíková   | 6–3, 4–6, 7–6(7–4) |
| Simplu feminin | St. Petersburg | Anett Kontaveit    | Maria Sakkari        | 5–7, 77–64, 7–5    |
| Simplu feminin | Dubai          | Jeļena Ostapenko   | Veronika Kudermetova | 6–0, 6–4           |
| Simplu feminin | Charleston     | Belinda Bencic     | Ons Jabeur           | 6–1, 5–7, 6–4      |
| Simplu feminin | Stuttgart      | Iga Świątek        | Arina Sabalenka      | 6–2, 6–2           |
| Simplu feminin | Berlin         | Ons Jabeur         | Belinda Bencic       | 6–3, 2–1, ret.     |
| Simplu feminin | Eastbourne     | Petra Kvitová      | Jeļena Ostapenko     | 6–3, 6–2           |
| Simplu feminin | San Jose       | Daria Kasatkina    | Shelby Rogers        | 6–7(2–7), 6–1, 6–2 |
| Simplu feminin | Tokyo          | Liudmila Samsonova | Zheng Qinwen         | 7–5, 7–5           |
| Simplu feminin | Ostrava        | Barbora Krejčíková | Iga Świątek          | 5–7, 7–6(7–4), 6–3 |
| Simplu feminin | San Diego      | Iga Świątek        | Donna Vekić          | 6–3, 3–6, 6–0      |

| Categorie      | Turneu         | Campion                            | Finalist                             | Scor                       |
| -------------- | -------------- | ---------------------------------- | ------------------------------------ | -------------------------- |
| Dublu masculin | Rotterdam Open | Robin Haase Matwé Middelkoop       | Lloyd Harris Tim Pütz                | 4–6, 7–6(7–5), [10–5]      |
| Dublu masculin | Rio Open       | Simone Bolelli Fabio Fognini       | Jamie Murray Bruno Soares            | 7–5, 6–7(2–7), [10–6]      |
| Dublu masculin | Dubai          | Tim Pütz Michael Venus             | Nikola Mektić Mate Pavić             | 6–3, 6–7(5–7), [16–14]     |
| Dublu masculin | Acapulco       | Feliciano López Stefanos Tsitsipas | Marcelo Arévalo Jean-Julien Rojer    | 7–5, 6–4                   |
| Dublu masculin | Barcelona      | Kevin Krawietz Andreas Mies        | Wesley Koolhof Neal Skupski          | 6–7(3–7), 7–6(7–5), [10–6] |
| Dublu masculin | Halle          | Marcel Granollers Horacio Zeballos | Tim Pütz Michael Venus               | 6–4, 6–7(5–7), [14–12]     |
| Dublu masculin | Londra         | Nikola Mektić Mate Pavić           | Lloyd Glasspool Harri Heliövaara     | 3–6, 7–6(7–3), [10–6]      |
| Dublu masculin | Hamburg        | Lloyd Glasspool Harri Heliövaara   | Rohan Bopanna Matwé Middelkoop       | 6–2, 6–4                   |
| Dublu masculin | Washington     | Nick Kyrgios Jack Sock             | Ivan Dodig Austin Krajicek           | 7–5, 6–4                   |
| Dublu masculin | Nur-Sutan      | Nikola Mektić Mate Pavić           | Adrian Mannarino Fabrice Martin      | 6–4, 6–2                   |
| Dublu masculin | Tokyo          | Mackenzie McDonald Marcelo Melo    | Rafael Matos David Vega Hernández    | 6–4, 3–6, [10–4]           |
| Dublu masculin | Basel          | Ivan Dodig Austin Krajicek         | Nicolas Mahut Édouard Roger-Vasselin | 6–4, 7–6(7–5)              |
| Dublu masculin | Viena          | Alexander Erler Lucas Miedler      | Santiago González Andrés Molteni     | 6–3, 7–6(7–1)              |

| Categorie     | Turneu         | Campion                            | Finalist                              | Scor                  |
| ------------- | -------------- | ---------------------------------- | ------------------------------------- | --------------------- |
| Dublu feminin | Adelaide       | Ashleigh Barty Storm Sanders       | Darija Jurak Schreiber Andreja Klepač | 6–1, 6–4              |
| Dublu feminin | Sydney         | Anna Danilina Beatriz Haddad Maia  | Vivian Heisen Panna Udvardy           | 4–6, 7–5, [10–8]      |
| Dublu feminin | St. Petersburg | Anna Kalinskaya Caty McNally       | Alicja Rosolska Erin Routliffe        | 6–3, 6–7(5–7), [10–4] |
| Dublu feminin | Dubai          | Veronika Kudermetova Elise Mertens | Lyudmyla Kichenok Jeļena Ostapenko    | 6–1, 6–3              |
| Dublu feminin | Charleston     | Andreja Klepač Magda Linette       | Lucie Hradecká Sania Mirza            | 6–2, 4–6, [10–7]      |
| Dublu feminin | Stuttgart      | Desirae Krawczyk Demi Schuurs      | Coco Gauff Zhang Shuai                | 6–3,6–4               |
| Dublu feminin | Berlin         | Storm Sanders Kateřina Siniaková   | Alizé Cornet Jil Teichmann            | 6–4, 6–3              |
| Dublu feminin | Eastbourne     | Aleksandra Krunić Magda Linette    | Liudmila Kicenok Jeļena Ostapenko     | walkover              |
| Dublu feminin | San Jose       | Xu Yifan Yang Zhaoxuan             | Shuko Aoyama Chan Hao-ching           | 7–5, 6–0              |
| Dublu feminin | Tokyo          | Gabriela Dabrowski Giuliana Olmos  | Nicole Melichar-Martinez Ellen Perez  | 6–4, 6–4              |
| Dublu feminin | Osrava         | Caty McNally Alycia Parks          | Alicja Rosolska Erin Routliffe        | 6–3, 6–2              |
| Dublu feminin | San Diego      | Coco Gauff Jessica Pegula          | Gabriela Dabrowski Giuliana Olmos     | 1–6, 7–5, [10–4]      |